# Deutsche Sozialdemokratische Partei
Die Deutsche Sozialdemokratische Partei (DSP) war eine 1952 gegründete Abspaltung der Sozialdemokratischen Partei des Saarlandes (Kurzbezeichnung: SPS), die die Vereinigung mit der Bundesrepublik Deutschland anstrebte. Sie ging nach der Volksbefragung über eine Europäisierung des Saarlandes 1956 in der SPD Saarland auf.

## Geschichte
Die Sozialdemokratische Partei des Saarlandes (Kurzbezeichnung: SPS) war eine 1946 gegründete politische Partei im politisch autonomen, von Frankreich aber kontrollierten Saarland. Die SPS verfolgte gemeinsam mit der CVP eine Politik, die zwar die Vorteile eines wirtschaftlichen Anschlusses des Saarlandes an Frankreich erreichen sollte, aber die Autonomie des Gebietes erhalten sollte. Der Konflikt um die Saarfrage spaltete die Sozialdemokratische Partei. Zur Landtagswahl im Saarland 1952 waren keine Parteien zugelassen, die die Vereinigung mit der Bundesrepublik Deutschland anstrebten. Die Demokratische Partei Saar (DPS) wurde deswegen 1951 verboten, die CDU Saar wurde nicht zur Wahl zugelassen. Auch die 1952 von der SPS abgespaltene Deutschen Sozialdemokratische Partei unter dem Vorsitz von Kurt Conrad wurde nicht zugelassen.
In der Landtagswahl im Saarland 1952 konnte die SPS ihre Position behaupten, und 32,4 % der abgegebenen, gültigen Stimmen und damit wiederum 17 Mandate erringen. Die Wahlbeteiligung betrug 93,1 %; jedoch waren 24 % der abgegebenen Stimmzettel „weiß“ oder ungültig. Die CVP und die SPS bildeten die Saarländische Landesregierung. Im Laufe des Jahres 1954 kam es in Verhandlungen zwischen Frankreich und Deutschland unter Konsultation der saarländischen Regierung zu einem Vertrag über ein europäisches Saarstatut. 
Am 23. Oktober 1955 wurde die Volksbefragung über eine Europäisierung des Saarlandes durchgeführt, in der 67,7 Prozent der abstimmenden Saarländer Nein sagten und sich damit gegen das von der Adenauer-Regierung mit den Franzosen ausgehandelte (zweite) Saarstatut aussprachen. Noch in der Nacht des 23. Oktober 1955 trat die bisherige CVP-Regierung Hoffmann (Kabinett Hoffmann IV) zurück. Im Vorfeld der Wahl hatte sich die DSP mit der CDU und der DPS zum Parteienbündnis Deutscher Heimat-Bund zusammengeschlossen. Bei der Landtagswahl 1955 erreichte die SPS nur noch 5,8 % und zog mit lediglich zwei Abgeordneten in den Landtag ein. Die DSP erreichte dagegen 14,3 % und 7 Sitze. Die DSP ging im selben Jahr gemeinsam mit der SPS in der SPD Saarland auf.
Das Ergebnis der Abstimmung wurde als Wille der Saarländer interpretiert, sich der Bundesrepublik anzuschließen. Die Franzosen lenkten ein, und am 27. Oktober 1956 wurde in Luxemburg der Saarvertrag abgeschlossen, worauf das Saarland am 1. Januar 1957 das zehnte Bundesland der Bundesrepublik Deutschland wurde. Die wirtschaftliche Angliederung samt Übernahme der D-Mark wurde Mitte 1959 vollzogen.